# 樋爪俊衡
樋爪 俊衡（ひづめ としひら）は、平安時代後期から鎌倉時代初期にかけての武将。奥州藤原氏の初代藤原清衡の四男・清綱の子（異説あり）。
なお、「ひづめ」の表記は樋爪のほかに、「比爪」、「火爪」など複数見られる。

## 概略
「ひづめ」の語源は、当時この一帯が北上川の船場として栄えており、アイヌ語のピッツ・ムイ（河原の港）が転訛したものとされる。
奥州藤原氏の傍流ではあるが、北方の守りの要として紫波郡日詰の樋爪館（比爪館）に居を構え、樋爪氏を名乗った。同氏の支配地域は現在の紫波町から矢巾町、盛岡市厨川に達し、平泉の北に本拠を構え、奥州藤原氏一族の中でも要所を成した。
従来の通説では、平泉から樋爪に移ったのは俊衡の代とされてきたが、最新の発掘調査による研究（未報告）では、1100年代前半（父の藤原清綱）の時期のかわらけが出土していることから、平泉初代の清衡の頃から同地に居を構えていた可能性が高くなった。
俊衡の妹である女子（乙和子姫?）は佐藤基治の後妻となり、源義経の家臣となる佐藤継信・忠信兄弟を産んでいる。

## 奥州合戦と樋爪一族
『吾妻鏡』によれば、源頼朝が奥州攻めを行った文治5年（1189年）の9月4日、頼朝軍が紫波郡に差し掛かったと聞いた樋爪俊衡（比爪法師）は、居館（樋爪館）を焼き払って逃げ落ちた。これを追うために頼朝は三浦義澄、義連、義村などを遣わし、同日に陣岡蜂杜（現・紫波町の陣ヶ岡公園）に陣を構えた。11日、頼朝は陣岡を引き払い厨川柵へ向かったが、15日に樋爪太郎俊衡入道が弟の五郎季衡、息子の太田冠者師衡、次郎兼衡、河北冠者忠衡、季衡の息子の新田冠者経衡などを連れて厨川の頼朝陣所へ降伏の意を示して訪れた。年老いた俊衡の姿を見た頼朝は彼を哀れに思い、家臣の八田知家に預けたが、俊衡は法華経を唱える以外は一言も話さなかった。翌16日、信心深かった知家から俊衡の様子を伝えられた頼朝は、それまで処置を迷っていたが、本領の比爪を安堵することに決め、18日に頼朝は俊衡などの処置について京に伺いの使者を向かわせた。
10月19日、頼朝は鎌倉への帰途に宇都宮二荒山神社へ立ち寄り、戦勝祈願のため荘園を一つ寄進することを誓ったといい、樋爪の一族をその職に就けた（誰がその職に就いたかは記されていない）。
12月6日、頼朝は俊衡以外の者についての配流先の案を立てると京に飛脚を向かわせ、同月26日、18日付で京の朝廷より案の通り宣下が下された。その内容は以下の通り。
- 相模国 - 平泉の藤原高衡と俊衡の息子・師衡と俊衡の弟である季衡の息子・経衡、隆衡（系図に無い）
- 伊豆国 - 景衡（系図に無い）
- 駿河国 - 樋爪兼衡
- 下野国 - 樋爪季衡

## 末裔のその後
以下は、紫波町平泉関連史跡連携協議会『紫波の歴史は面白い!!平泉関連編』にある、樋爪氏のその後についての概略である。出典には疑問もあるが記載する。
- 俊衡（太郎）蓮阿入道。降伏後に放免され、大荘厳寺に住む。藤原泰衡の子供秀安を育て娘の璋子を嫁がせた。享年63歳。
- 季衡（俊衡の弟）五郎。降伏後は宇都宮社職掌となるが、のちに脱走して横死した。首は上河原に、胴は今泉町に葬られた。子の経衡（新田冠者）は降伏後、相模に配流された。末裔は浜野弾正と名乗って宇都宮氏に仕えた。さらに子孫は河内郡旧三軒在家に住んだ。
- 乙和子姫（『尊卑分脈』では女子とあるのみ）佐藤基治に嫁ぎ、佐藤継信・忠信兄弟を生む。建久7年3月28日没。
- 以下は俊衡の子供
  - 兼衡（樋爪次郎（『尊卑分脈』では長男））、降伏後は駿河に配流された。子は助衡（『尊卑分脈』には記載無し）（泉十郎）、栃木県都賀郡旧泉村に住む。泉氏の祖。
  - 師衡（太田冠者）、降伏後は相模に配流。後に松ヶ野太郎と名乗った。子は家衡（『尊卑分脈』には記載無し）（松ヶ野彦六）、三重県松ヶ野氏の始祖、子孫は薩摩島津家に仕えた。
  - 忠衡（河北冠者）、降伏後は宇都宮社職掌となる。子は僧の聖円。
  - 璋子（『尊卑分脈』には記載無し）　泰衡の長男秀安に嫁いで秀宗と良衛を産んだ。